# Недко Варимесов
Недко Цветков Варимесов е български революционер, деец на Вътрешната македоно-одринска революционна организация.

## Биография
Недко Варимесов е роден през 1870 година в град Скопие, тогава в Османската империя. С основно образование. През 1895/1896 година се присъединява към ВМОРО като организатор, куриер и терорист в Скопско, Велешко и Поречието заедно с Димче Берберчето. Скоро след това минава в нелегалност и се включва във велешката чета на Никола Дечев, след което за кратко пребивава в България или се легализира по време на Хуриета в родното си село. Връща се с чета във Велешко, но е убит в Лугунци в сражение с турски аскер.